# Karin Düwel
Karin Düwel (* 9. Februar 1954 in Ost-Berlin) ist eine deutsche Schauspielerin.

## Leben
Düwel bewarb sich nach dem Abschluss der Oberschule an der Schauspielschule und wurde dort wegen Unreife abgelehnt. Deshalb erlernte sie bei der Deutschen Reichsbahn den Beruf einer Zugschaffnerin, den sie eine geraume Zeit auch ausübte. Nach einer erneuten Bewerbung studierte sie zwischen 1973 und 1976 an der Staatlichen Schauspielschule Rostock. Von 1976 bis 1978 schloss sich ein Engagement am Thüringer Landestheater Rudolstadt an. Ihren großen Durchbruch in Kino und Fernsehen der DDR feierte sie 1978 mit der Rolle der Sabine Wulff im gleichnamigen Drama unter der Regie von Erwin Stranka. Hierfür wurde sie 1980 beim 1. Nationalen Spielfilmfestival der DDR als beste Nachwuchsdarstellerin ausgezeichnet.
Fortan war sie in zahlreichen Fernseh- und Kinofilmen der DDR zu sehen. So spielte sie 1982 in einem Film des Polizeiruf 110 die Hauptrolle der Petra, einer selbstbewussten und emanzipierten jungen Frau. Es folgten bis heute zahlreiche Rollen in dieser Kriminalfilmreihe, in der sie als Ermittlerin und Opfer auftrat, zudem stellte sie von 2007 bis 2013 die Lebenspartnerin des halleschen Kommissars Herbert Schneider dar.
Eine bekannte Rolle Düwels war die der Lehrerin Prohaska im Kinderfilm Das Schulgespenst, der 1987 sowohl in der DDR als auch in der BRD ausgezeichnet wurde. Auch in dem DEFA-Spielfilm Blonder Tango (1986) spielte sie eine  Hauptrolle.
Düwel setzte ihre Karriere nach der deutschen Wiedervereinigung fort. Sie war von 1995 bis 1999 als Dr. Lilli Schwarzenberg-Teschner an der Seite von Walter Plathe in der Serie Der Landarzt zu sehen. Düwel übernahm auch Episodenrollen in vielen deutschen Fernsehserien, darunter etwa Unser Charly, SOKO Wismar, Ein starkes Team, Praxis Bülowbogen, In aller Freundschaft, Hallo, Onkel Doc! und Der Bulle von Tölz. Auch im Tatort spielte sie mit.
Am Theater erhielt Düwel mehrere Gastengagements und war als Molly in Die Mausefalle von Agatha Christie ebenso wie als Jelena in Kleinbürger von Maxim Gorki oder als Helena in Ein Sommernachtstraum von William Shakespeare zu sehen.
In der von Mai bis September 2012 ausgestrahlten ZDF-Telenovela Wege zum Glück – Spuren im Sand spielte sie durchgängig die Rolle der Ulla Sieverstedt.
Düwel lebt in Berlin und hat vier Kinder.

## Filmografie (Auswahl)
- 1978: Sabine Wulff
- 1979: Chiffriert an Chef – Ausfall Nr. 5
- 1980: Oben geblieben ist noch keiner (Fernsehfilm)
- 1980: Der Staatsanwalt hat das Wort – Schwarze Kunst (Folge 73)
- 1981: Die Stunde der Töchter
- 1981: Zwei Freunde in Preußen (Fernsehfilm)
- 1982: Polizeiruf 110: Petra (TV-Reihe)
- 1982: Polizeiruf 110: Im Tal
- 1984: Der Lude
- 1985: Der Sieg
- 1986: Das Schulgespenst
- 1986: Blonder Tango
- 1986: Offiziere
- 1987: Polizeiruf 110: Der Tote zahlt
- 1987: Der Mann mit dem Ring im Ohr
- 1988: Der Vogel
- 1988: Polizeiruf 110: Still wie die Nacht
- 1988: Polizeiruf 110: Der Kreuzworträtselfall
- 1989: Polizeiruf 110: Gestohlenes Glück
- 1989: Johanna (TV-Serie)
- 1990: Die Mauerbrockenbande
- 1990: Polizeiruf 110: Tödliche Träume
- 1991: Polizeiruf 110: Zerstörte Hoffnung
- 1991: Polizeiruf 110: Mit dem Anruf kommt der Tod
- 1993: Polizeiruf 110: und tot bist du
- 1993: Zirri – Das Wolkenschaf
- 1994: Ein starkes Team: Gemischtes Doppel (TV-Serie)
- 1995: Kanzlei Bürger (TV-Serie)
- 1995: Polizeiruf 110: Im Netz
- 1995: Tatort: Eine mörderische Rolle (TV-Reihe)
- 1995–1999: Der Landarzt (TV-Serie, 3 Staffeln)
- 1996: Praxis Bülowbogen (TV-Serie)
- 1996: Der Bulle von Tölz: Tod am Altar
- 1996: Hallo, Onkel Doc! (TV-Serie)
- 1996: Polizeiruf 110: Gefährliche Küsse
- 1997: Liebling Kreuzberg Staffel 5, Folge 9 (Eine nette Intrige)
- 1998: In aller Freundschaft (TV-Serie, Folge 8)
- 1998: Das Mambospiel
- 1999: Picknick im Schnee
- 2002–2008: Unser Charly (TV-Serie)
- 2004: Liebes Spiel
- 2006: SOKO Wismar (TV-Serie)
- 2006: Tatort: Liebe macht blind
- 2007: Polizeiruf 110: Tod eines Fahnders
- 2007: Ein starkes Team: Unter Wölfen
- 2008: Polizeiruf 110: Keiner schreit
- 2008: Polizeiruf 110: Wolfsmilch
- 2009: Polizeiruf 110: Der Tod und das Mädchen
- 2009: Inga Lindström – Sommermond (TV)
- 2010: Polizeiruf 110: Schatten
- 2010: In aller Freundschaft (TV-Serie, Folge 469)
- 2010: Das Glück ist eine Katze
- 2010: Polizeiruf 110: Blutiges Geld
- 2010: Polizeiruf 110: Risiko
- 2011: Der kalte Himmel
- 2011: Polizeiruf 110: Blutige Straße
- 2012: Polizeiruf 110: Raubvögel
- 2012: Wege zum Glück  – Spuren im Sand (Telenovela)
- 2013: Polizeiruf 110: Laufsteg in den Tod

## Auszeichnungen
- 1980: 1. Nationales Spielfilmfestival der DDR 1980 – Beste Nachwuchsdarstellerin